# MIKA TAMORI
MIKA TAMORI（みか たもり）は、日本の芸術家、ビジュアルアーティスト。鳥取県生まれ。
東京を拠点とし、2017年より東京とタイのバンコクを拠点に活動している。

## 人物／経歴
鳥取県米子高等学校卒業、主に美術を専攻。高校に通う傍、米子文化服装学院夜間コースに2年間通い、後に文化服装学院入学、ファッション工科基礎科アパレルデザイン科卒業。
卒業後、KANIKAPILA DESIGN Inc にて2年間イラスト、アートなど担当。
趣味で大きな絵を描き始め、2010年初個展開催。好評により様々な場所で展示を開催、
徐々にアーティストとして活動を続け2017年までペインティングなどを主に活動を行う。
2017年に作品スタイルを変えるきっかけに出会い、すべての作品スタイルを変更。
2018年1月の個展が”Re born”新たな作家としてのスタートとなる。

## 展覧会／プロジェクト
2017年　REBOOT /  すべての矛盾したスタイルを再起動
2017年　The MIKA show / short movie / バンコク
2017年　 "a-ni-Male-Farm 1.0" / __New-Territories with Mika Tamori & Tomohide Ikeya/
　　　　　Gallery's Night /コラボレーション  New-territories /バンコク
2018年　“my Things” / 個展  /東京 ( 白白庵 ) 
2018年　“Don't look at me” 個展/バンコク　(CARTEL art space)
2018年　''seminal PSYCHOGRAPHY PLOT/Bangkok Biennial / Bangkok / バンコク
　　　　　/(New-territories)
2018年　 “mind[e]scape’’  マインド・エスケープ / New-Territories / M4 / 
　　　　　FrancoisRoche, Vong Wongkillalerd, Serge Delire, 
　　　　　Georgios Chousen, With Mika Tamori, artist
　　　　　/ 越後妻有トリエンナーレ　パフォーマンス/ 新潟
2019年　"Coding Swarm Voices" / Low Fat Art Festival /パフォーマンス
　　　　　展示 / バンコク
2019年　“It’s already happened” / New Territories _S/he with  
　　　　　Mika Tamori & Štěpán Krahulec, Max Unterfrauner, Helvijs  
　　　　　Savickis 
　　　　　/  Botanischer Garten und Botanisches Museum Berlin-
　　　　　Dahlem
　　　　　ベルリンダーレム植物園　/　ベルリン

## MOVIES
' my Things '/2018
'seminal PSYCHOGRAPHY PLOT' / 2018
“mind[e]scape’’  マインド・エスケープ /2018
“Coding Swarm Voices” / 2019